# 上方花园
上方花园原名沙发花园，是位于上海市徐汇区淮海中路1285弄的一片新式里弄住宅，东至新康花园，南至原为上海跳水池的上海交响乐团，西邻常熟路徐汇区公安分局，北至淮海中路。

## 历史
1916年，英籍犹太人沙发在霞飞路以南购买土地，建造私家园林，该园被称为沙发花园。园中布局以西洋式为主，有喷水池、草坪等景观，与顾家宅公园类似。1933年，花园被新康洋行收购，作为建造新康花园的储备用地。不久，由于新康洋行资金吃紧，无力开发，该地块又被浙江兴业银行收购，拟建造住宅。项目由英商马海洋行设计。但因资金和战争等原因迟迟未能动工，1938年才开工，1939年底基本建成，1941年竣工。住宅仍名沙发花园，一部分供银行职工居住,另一部分给与银行有往来的大户购买。1942年，太平洋战争爆发以后，住宅的产权由日本恒产株式会社所有。1945年日本战败后又归还浙江兴业银行。
中华人民共和国建国后，住宅更名为上方花园。这一名称出自居住于此的著名出版商张元济，“上方”二字取自诗句“月在上方诸品静，心持半偈万事空”，寓有幽静、美好之意。1994年，上方花园被列为第二批上海市优秀历史建筑。

### 曾居住的名人
商务印书馆编译所所长、著名出版家张元济曾居住于上方花园24号。张元济原住极司菲尔路40号。中日战争爆发后，极司菲尔路一带军警、特工活动日益频繁，较为不安全。而且他收入微薄，常常入不敷出。基于这些原因，张元济决定出售极司菲尔路40号的旧居。当时上方花园建成的部分已全部出售，其中的24号被浙江兴业银行天津分行的一位客户买下。而这位客户并不急于赴上海定居，而准备出租房屋。张元济遂租下了这栋住宅，并于1939年3月8日举家迁往新居。此后张元济即在此居住，直至1957年因病重住进宏恩医院，共19年。此间他曾为上方花园命名，并亲笔题名。
此外，立信会计专科学校创始人、著名会计学家潘序伦也曾居住于上方花园16号。

## 建筑

### 总体布局
上方花园是花园式里弄的代表之一，涵盖了独立式、联列式、行列式等多种排列式样。其占地面积2.7公顷，建筑面积2.5万平方米，共5排75个单元。其中68个单元为三层花园里弄住宅，三、四层联排式里弄住宅各3单元，四层公寓1单元，每个单元门前都有小花园。另有汽车间等附属设施。主弄南北走向，较为宽敞。弄内有4条东西走向的支弄。

### 单体建筑
住宅建筑形式属平顶型，平面布局有甲、乙、丙、丁、戊五种。住宅的建筑风格以西班牙式为主，也有一些现代式建筑，外部装饰纤细，丰富多采。其立面材质为浅黄色拉毛水泥，屋面铺设筒瓦，檐口下做出锯齿状的线条和浮雕。建筑窗型多样，以方形拱券窗为主，也设置了一些圆窗和八角窗。部分窗架呈现“中间大，两头小”的形态，配有螺旋形装饰。室内多设壁橱、硬木地板、钢窗。栅门、窗栅、阳台栏杆多用铸铁精制。室内宽敞明亮，采光通风良好，煤卫设施齐全。